# Peteliacma torrescens
Peteliacma torrescens är en fjärilsart som beskrevs av Edward Meyrick 1912. Peteliacma torrescens ingår i släktet Peteliacma och familjen vecklare. Inga underarter finns listade i Catalogue of Life.